# Christian Vietoris
Christian Vietoris (Gerolstein, 1 april 1989) is een Duits autocoureur. Hij rijdt in de GP2 Asia Series.

## Carrière
Na enige successen in de kartsport (waaronder een Duitse titel) belandde Vietoris in 2005 in de Duitse Formula BMW. Een jaar later won hij dit kampioenschap.
Door de goede prestaties in de Duitse Formula BMW werd Vietoris opgepikt door het Duitse A1-team om Nico Hülkenberg voor één race te vervangen. In het seizoen 2007/2008 is Vietoris eerste rijder voor het Duitse A1-team.
Vanaf 2009 rijdt hij in de GP2 Asia Series voor DAMS.